# Sténio Adélaide
Jacques Sténio Adélaide (ur. 10 grudnia 1968) – maurytyjski piłkarz grający na pozycji środkowego obrońcy. W swojej karierze rozegrał 43 mecze w reprezentacji Mauritiusa.

## Kariera klubowa
Do 2000 roku Adélaide grał w klubie Sunrise Flacq United SC. W latach 2000–2003 był zawodnikiem Olympique de Moka, z którym w sezonie 2000/2001 wywalczył mistrzostwo Mauritiusa. W latach 2003–2005 grał w Faucon Flacq SC, a w latach 2005-2007 ponownie w Olympique de Moka, w którym zakończył karierę.

## Kariera reprezentacyjna
W reprezentacji Mauritiusa Adélaide zadebiutował 11 lipca 1993 roku w przegranym 0:2 meczu kwalifikacji do Pucharu Narodów Afryki 1994 z Zimbabwe. Od 1993 do 2003 wystąpił w kadrze narodowej 43 razy.